# 라이헨베르크 전투
라이헨베르크 전투는 1757년 4월 21일 보헤미아의 라이헨베르크(현재 체코의 리베레츠)근교에서 벌어진 7년 전쟁의 전투 중 하나이다.
폰 베베른 원수는 16,000명의 프로이센군을 지휘하여 보헤미아에 진입하였다. 그는 라이헨베르크에서 쾨니히제크(Königsegg)가 지휘하는 오스트리아의 군대와 마주쳤다. 코닉세그 휘하의 오스트리아군 전 병력은 보병 18,000명에 기병 4,900기였으나, 라이헨베르크에 주둔해있던 병력은 그 중에서 약 10,000명 정도밖에 되지 않았다.
경험 많은 장군인 베베른은 적을 격퇴시켰고, 이로 인해 베베른은 오스트리아의 무수한 보급물자를 탈취하고, 프라하로 진군을 계속할 수 있었다.